# Elaeomyxa
Die Elaeomyxa sind eine Gattung der Myxogastria. Elaeomyxa ist die einzige Gattung der Familie der Elaeomyxidae und umfasst nur vier Arten. 

## Merkmale
Die sitzenden bis gestielten Sporokarpe sind kalkfrei. In ihren Stielen sowie gelegentlich auch in anderen Teilen des Fruchtkörpers (Columella, Capillitium) finden sich Wachse oder Öle in Tröpfchengestalt. Das zarte Peridium ist von irisierender Färbung, das Capillitium besteht aus dunklen, verzweigten bis vernetzten Fäden.

## Systematik
Gattung und Familie wurden 1942 von Robert Hagelstein erstbeschrieben (die Familie allerdings als Nomen nudum, gültig publiziert wurde sie erst 1982 durch Marie L. Farr und Harold Willard Keller). Typusart ist die 1935 von Yoshikadzu Emoto als Diachea miyazakiensis erstbeschriebene Elaeomyxa miyazakiensis. Bis zum Nachweis der subhypothallischen Entwicklung der Fruchtkörper 1980 wurde die Gattung meist zu den Stemonitida gestellt.
Bereits bei der Erstbeschreibung stellte Hagelstein auch die zuvor von Giulielma Lister als Diacheopsis cerifera bzw. als Diachea cerifera beschriebene Art als Elaeomyxa cerifera zur Gattung. Erst 2008 änderte sich der Gattungsumfang, als zwei bisher zur Gattung Lamproderma gestellte Arten (Lamproderma reticulosporum und Lamproderma australiensis) in Elaeomyxa eingegliedert wurden.
Arten sind:
- Elaeomyxa miyazakiensis
- Elaeomyxa cerifera
- Elaeomyxa reticulospora
- Elaeomyxa australiensis

## Nachweise
1. 1 2  Hermann Neubert, Wolfgang Nowotny, Karlheinz Baumann, Heidi Marx: Die Myxomyceten Deutschlands und des angrenzenden Alpenraumes unter besonderer Berücksichtigung Österreichs. Bd. 2, Karlheinz Baumann Verlag, Gomaringen 2000, ISBN 3-929822-01-6, S. 207.
2. 1 2  G. Moreno, H. Singer, S. L. Stephenson: A Study on Lamproderma australiensis and L. reticulosporum In: Boletín de Sociedad Micologica de Madrid, 32, 2008